# 卜雲寺
卜雲寺（ぼくうんじ）は埼玉県秩父郡横瀬町にある曹洞宗の寺院で、山号は向陽山と号する。秩父札所の第六番である。横瀬町の史跡に指定されている。
本尊真言：おん あろりきゃ そわか
ご詠歌：初秋に風吹き結ぶ荻の堂 宿かりの夜の夢ぞ覚めける

## 歴史
卜雲寺は1638年（寛永15年）の創立である。開山は撫外春堂、開基は卜雲入道（嶋田三河守四郎左衛門の法名）。
また、萩野堂縁起絵巻によると、当初、荻野堂は苅米5区の竹の後に「卜ヶ池（とがいけ）」という大きな池を埋めて建立され、武甲山頂の蔵王権現社内に永く鎮座していた聖観音が荻野堂に移されたと伝わる。後に荻野堂は火災で消失し、1760年（宝暦10年）に別当寺の卜雲寺に移し再建された。その後、1876年（明治9年）8月、火災にて卜雲寺の本堂や荻野堂、庫裏などが全焼し、1907年（明治40年）頃に寺の堂宇が再建された際、荻野堂の本尊聖観音は本堂に遷して祀られている。

## 文化財
清凉寺式釈迦如来立像 - 横瀬町指定有形文化財
986年（寛和2年）に東大寺の僧奝然が宋にて釈迦如来立像を作らせ京都嵯峨野の清凉寺に安置したが、その模作は多くあり清凉寺式釈迦如来立像と呼ばれる。卜雲寺の像は室町時代に製作されたもので、縄目状の編髪、水波状の衣文を示す通肩の衲衣など、清凉寺式の特徴をよく表している。構造は像高92.3cmの寄木造で、体幹部は前、中、背面の3材、中を内刳り風に仕上げており、背面左肩部には上下2材の別材を寄せている。頭部は一木で体幹部に差首している。彫眼で肉髻珠には水晶を入れており、螺髪は巻縄状に切付している。白亳は欠失していたが1995年（平成7年）10月に修復された。なお、背面の腰部に3.8cm×11.5cmの窓があるが、胎内納入物は残されていない。
紙本着色荻野堂縁起絵巻 - 横瀬町指定有形文化財
荻野堂の草創から札所として繁栄を迎えるまでの経緯を一巻に纏めた絵巻物である。1781年（天明元年）作。その内容は、行基菩薩が武甲山に住む山姥を退散させ万民安堵のため滝に祈ると聖観音の尊像が現れたため、その姿を彫り武甲山山頂の蔵王権現社に安置した。後にその霊験により卜ヶ池に住む大蛇を退散させ、その地に荻野堂を建立して聖観音を本尊として蔵王権現社より移した。その後秩父の札所の一つとなったと言うものである。

## 交通
- 西武秩父線西武秩父駅より西武観光バス「松枝・長渕・根古屋ゆき」にて「横瀬橋」下車 徒歩10分
- 五番札所語歌堂より徒歩40分[2]
- 七番札所法長寺より徒歩10分

## 前後の札所
秩父札所（江戸巡礼古道）
5 語歌堂 -- (2.7km)-- 6 卜雲寺 -- (0.7km)-- 7 法長寺
または
7 法長寺 -- (0.7km)-- 6 卜雲寺 -- (1.7km)-- 8 西善寺